# London Small Arms Co. Ltd
A London Small Arms Company Ltd (ou LSA Co) foi um fabricante britânico de armas de fogo, que atuou entre 1866 e 1935, com sede no bairro londrino de Tower Hamlets, a LSA Co foi formada para competir contra a Royal Small Arms Factory (RSAF) em Enfield pelos armeiros que constituíam a London Armory Company, que havia falido como resultado do fim da Guerra Civil Americana.

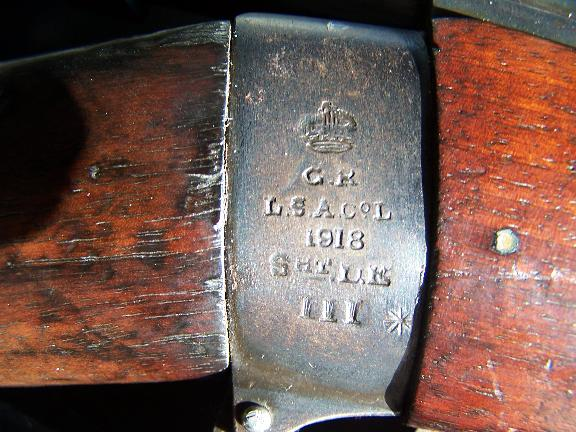
Marcações de um guarda-mão em um fuzil Short Magazine Lee–Enfield Mk III* fabricado pela London Small Arms Co. Ltd em 1918.

## Histórico
Fundada originalmente como "London Armoury Co Ltd" em 1856 ela foi dissolvida e incorporada como London Small Arms Company Ltd em 1866; assim como sua concorrente contemporânea a Birmingham Small Arms Company (BSA), a LSA Co foi constituída como um consórcio privado de armeiros para concorrer de maneira mais efetiva com a Royal Small Arms Factory, criada em Enfield em 1857.
A LSA Co foi contratada pelas forças armadas britânicas e produziu muitos rifles de serviço britânicos, principalmente os rifles Martini–Henry, Martini–Enfield e Short Magazine Lee–Enfield, além de armas esportivas e espingardas para o mercado civil.
De 1867 em diante, a LSA Co e a BSA firmaram um acordo para fixar os níveis salariais, os preços dos produtos e compartilhar contratos para a produção de rifles.
Ao contrário da BSA e RSAF, no entanto, a LSA Co nunca alcançou altos níveis de produção, preferindo focar em manter um maior nível de acabamento em suas armas, e sem diversificar a produção, permaneceu como um pequeno negócio; enquanto ela produzia 250 rifles por semana, a RSAF produzia 1.000 e a BSA produzia 750. As armas LSA Co são altamente consideradas pelos colecionadores de armas de fogo militares britânicas por causa de seu acabamento, o que fez com que a maioria das armas da LSA Co existentes e sobreviventes estivessem (geralmente) em melhores condições do que suas contemporâneas de outros fabricantes.
Após o início das hostilidades com a Alemanha, o governo britânico pediu às empresas de Londres e de Birmingham que aumentassem a produção. Em 1915, no entanto, todo o terreno disponível no local da fábrica da London Small Arms Co em Tower Hamlets estava em uso, não deixando espaço para expansão futura; associado a isso, o mercado de armas militares e civis caiu acentuadamente nos anos entre guerras, e a dissolução da LSA Co foi acordada em 1935.